# Siemens AG
Siemens AG is een wereldwijd opererend Duits conglomeraat in elektronica en elektrotechniek dat actief is in de sectoren industrie en gezondheidszorg. Het bedrijf opereert wereldwijd en heeft zo'n 310.000 medewerkers. De hoofdkantoren bevinden zich in Berlijn en München.

## Activiteiten
In 2022 zijn de activiteiten van Siemens verdeeld over vier industriële onderdelen: Digital Industries, Smart Infrastructure, Mobility en Siemens Healthineers en een financieel onderdeel, Siemens Financial Services, die met alle bedrijfsonderdelen samenwerkt. Het aandelenbelang in Siemens Healthineers is 75% terwijl de andere onderdelen volledig in handen zijn van Siemens. Mobility is de kleinste activiteit met een jaaromzet van 10 miljard euro en Siemens Healthineers de grootste met een omzet van 22 miljard euro.
De belangrijkste geografische afzetmarkten waren in 2022, Europa, Afrika en het Midden-Oosten waar de helft van de omzet werd gerealiseerd, Noord- en Zuid-Amerika (een kwart) en het resterende kwart werd in de rest van de wereld afgezet. Het omzetaandeel van Duitsland was zo'n 17%. In dit jaar werd zo'n 7-8% van de omzet besteed aan R&D.
Siemens AG bedrijf heeft een gebroken boekjaar dat stopt per eind september.

### Siemens in Nederland
Siemens is sinds 1879 actief in Nederland en alle aandelen zijn in handen van Siemens AG. Per eind 2017 telde de Nederlandse vestigingen 2058 vaste medewerkers. Het bedrijf behaalde in 2017 een omzet van bijna 850 miljoen euro en een nettowinst van 65 miljoen euro.
Op 16 november 2017 werd de sluiting van de fabriek in Hengelo aangekondigd. Hier worden stoom- en gasturbines gebouwd die een belangrijk onderdeel zijn van elektriciteitscentrales. Door de opkomst van schone wind- en zonne energie is de vraag naar traditionele centrales gedaald, daarmee ook naar deze turbines. Medio 2018 werd bekend dat VDL Groep de fabriek overneemt. Zo'n 400 werknemers van de 470 vaste werknemers in totaal behouden voor minimaal vier jaar hun baan.

## Geschiedenis
Siemens werd op 12 oktober 1847 opgericht door Werner von Siemens en Johann Georg Halske als de Telegraphen-Bauanstalt von Siemens & Halske. Sinds 1899 zijn de aandelen beursgenoteerd.
Tijdens de Tweede Wereldoorlog werkten dwangarbeiders aan producten voor Siemens & Halske in het concentratiekamp Groß-Rosen en in twintig fabrieken rond het concentratiekamp Ravensbrück. In het laatste kamp had het bedrijf negen eigen barakken met gevangenen. In het eerst genoemde kamp waren er werkplaatsen voor het bedrijf, terwijl zijn kantoor en magazijn zich bevonden in het SS-gedeelte van het kamp. Voor Siemens & Haske werkten vlak voor de evacuatie van het kamp 425 gevangenen en zestien burgers.
Het huidige Siemens is ontstaan in 1966 toen Siemens & Halske AG fuseerde met Siemens-Schuckertwerke AG en Siemens-Reiniger-Werke AG.
Siemens was ook actief in IT (Siemens IT Solutions and Services), tot SIS eind 2010 verkocht werd aan ATOS. Op 18 september 2011 maakte Siemens bekend te stoppen met de productie van kerncentrales. Siemens stapte al eerder uit een joint venture met Areva. Lampenfabrikant Osram was lange tijd onderdeel van Siemens, maar werd op 8 juni 2013 weer een zelfstandig beursgenoteerd bedrijf. Medio 2013 verkocht Siemens haar 50%-belang in de joint-venture Nokia Siemens Networks aan partner Nokia. Een jaar later werd het belang in BSH Bosch und Siemens Hausgeräte GmbH verkocht aan Bosch.
Medio 2016 meldden Siemens en de Spaanse windturbinebouwer Gamesa samen te gaan. Siemens krijgt een meerderheidsbelang van 59% in de nieuwe combinatie en de rest komt in handen van de aandeelhouders van Gamesa. Het nieuwe bedrijf zal gevestigd en beursgenoteerd zijn in Spanje. De gecombineerde omzet bedraagt 9,3 miljard euro en het orderboek is 20 miljard euro groot. De twee vullen elkaar goed aan wat betreft producten en geografische spreiding van de activiteiten. Gamesa is groot in Latijns-Amerika, India en de Volksrepubliek China, waar Siemens minder sterk is vertegenwoordigd. Bij elkaar tellen de twee zo’n 21.000 medewerkers. op 7 april 2017 was de fusie een feit en de combinatie gaat verder onder de nieuwe naam Siemens Gamesa Renewable Energy.
In september 2017 werd bekend dat Siemens Mobility een fusie was overeengekomen met de Franse treinenbouwer Alstom. De nieuwe Duits-Franse onderneming zou beter kunnen concurreren op de wereldmarkt. Als de fusie zou zijn doorgegaan, was de grootste treinenbouwer van Europa en de tweede van de wereld ontstaan. Alleen de Chinese treinenbouwer CRRC Corporation is met een omzet van 18,2 miljard euro nog iets groter. Alstom telt zo'n 33.000 werknemers en de spooractiviteiten van Siemens ruim 27.000. Medio 2018 startte de Europese Commissie een diepgaand onderzoek naar de geplande treinalliantie. De EC was bezorgd dat de concurrentie zou worden verminderd voor de levering van meerdere treintypes en signalisatiesystemen. Het onderzoek werd in februari 2019 afgerond met de conclusie dat de fusie niet werd toegestaan.
In maart 2018 heeft het bedrijfsonderdeel Siemens Healthineers AG een eigen beursnotering gekregen en Siemens heeft nog een meerderheidsbelang van 75%. In september 2020 volgde de beursgang van de energiedivisie, Siemens Energy AG. Siemens Energy is fabrikant van onder andere windturbines en turbines voor kolengestookte elektriciteitscentrales en behaalde in 2019 een jaaromzet van 29 miljard euro met meer dan 90.000 werknemers. Na de beursgang had Siemens nog een aandelenbelang van 31,5% in Siemens Energy, maar verwacht binnen 18 maanden het belang naar nul terug te brengen. De beurswaarde op het moment van introductie was zo'n 16 miljard euro.
In oktober 2020 maakte Siemens de verkoop bekend van Flender. Flender maakt mechanische en elektrische aandrijvingen en wordt voor 2 miljard euro verkocht aan de investeringsmaatschappij The Carlyle Group. Siemens kocht Flender in 2005 voor 1,2 miljard euro van Citigroup Venture Capital Equity Partners. In oktober 2017 had Siemens deze groep al op afstand geplaatst door Flender GmbH op te richten. Met deze verkoop zet Siemens een stap in de uitvoering van zijn Vision 2020+ strategie waarbij het bedrijf minder breed actief wil zijn. Bij Flender werken zo'n 8500 mensen wereldwijd.
In mei 2024 maakte het bedrijf de verkoop bekend van Innomotics aan KPS Capital Partners. De laatste betaalt hiervoor 3,5 miljard euro, inclusief de overname van schulden. Innomotics maakt elektrische motoren en aandrijfsystemen, het telt 15.000 medewerkers en behaalt een jaaromzet van 3,3 miljard euro. De transactie wordt naar verwachting in 2025 afgerond.
Eind oktober 2024 tekende Siemens een overeenkomst om Altair Engineering Inc. over te nemen voor US$ 10,6 miljard, inclusief de overname van schulden. Altaire Engineering is een Amerikaanse leverancier van software in de industriële simulatie- en analysemarkt. Met deze overname versterkt Siemens zijn positie in industriële software. Altair Engineering werd in 1965 opgericht, kreeg in 2017 een notering aan de NASDAQ effectenbeurs. Er werken meer dan 3500 mensen bij het bedrijf, waarvan 1400 in onderzoek en ontwikkeling, en in 2023 was de jaaromzet ruim US$ 600 miljoen.  

## Duitse Toekomstprijs
Verschillende dochterondernemingen van Siemens AG zijn nauw betrokken geweest bij projecten die de Duitse Toekomstprijs in ontvangst namen. Hiertoe behoorden Siemens Power & Sensor Systems in 2004, Siemens VDO Automotive AG in 2005 en Osram Opto Semiconductors GmbH in 2007.